# Gerd Geismann
Gerd Geismann (* 5. Januar 1945 in Sulzbach-Rosenberg) ist ein deutscher Politiker (SPD). Er war von 1988 bis 2012 Bürgermeister der Stadt Sulzbach-Rosenberg.

## Leben
Geismann begann im  August 1961 mit sechzehn Jahren seine Ausbildung bei der Stadtverwaltung Sulzbach-Rosenberg. Im Jahre 1967 wurde er Stadtinspektor, 1981 Oberamtsrat. Bereits 1969 ernannte ihn der damalige Bürgermeister Hans Göth zum stellvertretenden Hauptamtsleiter, seit 1980 stand er dem Amt selbst vor. Geismann wurde am 10. März 1988 Erster Bürgermeister von Sulzbach-Rosenberg. Er trat zur Bürgermeisterwahl am 15. Januar 2012 nicht mehr an. Im März 2014 wurde er als Stadtratsmitglied von Sulzbach-Rosenberg gewählt und im Mai 2014 vereidigt. Er erklärte, sich verstärkt in der Kultur- und Jugendarbeit einbringen zu wollen.

## Arbeit als Bürgermeister
Während Geismanns Amtszeit wurde durch umfangreiche Ansiedlung von gewerblichen Unternehmen der Strukturwandel nach der endgültigen Stilllegung des Stahlwerks  Maxhütte im Jahre 2002 bewältigt.  Im Jahr 2012 lag die Arbeitslosenquote in Sulzbach-Rosenberg bei nur noch vier Prozent.  Auf seine Initiative hin wurde Sulzbach-Rosenberg Standort der bayerischen Bereitschaftspolizei und der Fachhochschule für öffentliche Verwaltung und Rechtspflege in Bayern. Das aus einem Teil der Maxhütte hervorgegangene ehemalige Forschungsinstitut ATZ ist inzwischen Teil des Fraunhofer-Instituts für Umwelt-, Sicherheits- und Energietechnik UMSICHT.
Die historische Altstadt wurde während Geismanns Amtszeit saniert und wiederbelebt. Geismann erwirkte, dass das kulturelle Erbe der ehemaligen Residenzstadt gesichert und zur Außenwirkung genutzt wurde. So wird nun über die Knorr-von-Rosenroth-Festspiele, die als Begegnungsstätte sanierte ehemalige Synagoge und die historische Druckerei J. E. v. Seidel der Bogen vom Sulzbacher Musenhof des Herzog Christian August mit seiner religiösen Toleranz zur Spätaufklärung geschlagen.

## Ehrungen
Er ist Träger des Bundesverdienstkreuzes am Bande und war Mitglied des Präsidiums des Bayerischen Städtetages. Von 2005 bis 2011 war er zweiter stellvertretender Ratsvorsitzender der europäischen Metropolregion Nürnberg. Am 14. Oktober 2015 wurde ihm für seine Verdienste um die Umstrukturierung der Stadt nach dem Aus für die Maxhütte, die Altstadtsanierung und die erfolgreiche Integration der Aussiedler der Bayerische Verdienstorden verliehen.